# John Pope Cook
John Pope Cook (12 juin 1825 – 13 octobre 1910), est un homme politique de l'Illinois et un général de l'armée de l'Union pendant la guerre de Sécession. Il sert sur le théâtre occidental et joue un rôle important dans la sécurisation de la victoire de l'Union à la bataille de fort Donelson, en aidant à forcer à la reddition des défenseurs.

## Avant la guerre
Cook naît à Belleville, Illinois, dans une famille bien connectée politiquement. Son grand-père maternel, Ninian Edwards, est un sénateur américain et le gouverneur de l'Illinois. Son père est Daniel Pope Cook, qui est un membre de la chambre des Représentants des États-Unis à l'époque. À la suite de la mort prématurée de Daniel à l'âge de 33 ans, sa veuve, Julia Catherine Edwards Cook, déménage avec leur seul enfant, John, de retour à Belleville, où elle meurt trois ans plus tard, laissant Cook orphelin.[réf. nécessaire]
Cook reçoit une bonne éducation et entre dans la pratique du droit. Il est élu maire de la ville de Springfield, dans l'Illinois, en 1855. Cook est le capitaine et commandant d'une compagnie militaire appelée les Springfield Grays. Il sert également en tant que quartier-maître général de la milice de l'Illinois.[réf. nécessaire]

## Guerre de Sécession
Pendant les premiers jours de la guerre de Sécession, la compagnie de la milice de Cook est enrôlée dans le service fédéral en avril 1861. Elle forme le noyau de la compagnie I du 7th Illinois Volunteer Regiment, dont Cook est nommé colonel. Lors de la bataille de Fort Donelson, il commande la troisième brigade de la deuxième division du district de Cairo, du département du Missouri. Au cours de la tentative de percée confédérée du 15 février, le général Ulysses S. Grant conclut que les confédérés ont dû affaiblir le versant opposé pour renforcer leur assaut. Ce secteur affaibli sépare les brigades de Cook et de Jacob G. Lauman. La brigade de Lauman est prévue pour la principale poussée alors que la brigade de Cook doit faire une diversion pour détourner le feu. Les troupes de Cook néanmoins réussissent à capturer une batterie d'artillerie clé des confédérés, ce qui ouvre la voie à l'effondrement de la ligne de défense dans son secteur. Après la bataille, il est promu au brigadier général des volontaires le 22 mars 1862, avec la confirmation du Sénat le 24 mars 1862, avec une date de prise de rang au 21 mars 1862. Cook reste au commandement de sa brigade pour un court laps de temps après Fort Donelson. Bien qu'encore colonel, il est affecté au commandement de la sixième division de l'armée du Tennessee. Ce commandement est rapidement remis au brigadier général Benjamin M. Prentiss qui prend la tête de la division avec un peu de notoriété à Shiloh. Cook pendant ce temps est transféré au commandement d'une brigade des défenses de Washington.[réf. nécessaire]
Cook supervise plus tard le département militaire de l'Iowa et du territoire du Dakota. Pendant l'hiver de 1862–63, il organise une campagne contre la nation Sioux, avec Sioux City, Iowa en tant que base d'opérations. Au printemps de 1863, il est relevé par le brigadier général Alfred Sully. En novembre 1864, il reçoit le commandement du district militaire de l'Illinois, en remplacement de Eleazar Paine, qui a démissionné de son poste. Cook quitte le service actif des volontaires le 24 août 1865. Le 13 janvier 1866, le président Andrew Johnson nomme Cook pour un brevet de major-général, avec une date de prise de rang au 24 août 1865, et le sénat américain confirme la nomination, le 12 mars 1866.

## Après la guerre
Après la guerre, Cook rentre chez lui et est élu représentant du comté de Sangamon à l'assemblée générale de l'Illinois en 1869, en tant que républicain,.
Cook meurt dans sa maison près de Ransom, Michigan, en 1910, et est inhumée au cimetière d'Oak Ridge à Springfield, dans l'Illinois.